# Adams (Massachusetts)
Adams ist ein Ort im Berkshire County im östlichen Massachusetts in den USA. Das U.S. Census Bureau hat bei der Volkszählung 2020 eine Einwohnerzahl von 8.166 ermittelt. 

## Geografie
Adams liegt im Tal des Hoosic River, umgeben von der Taconic Range im Westen und der Hoosac Range der Berkshire Mountains im Osten. In der Nähe befindet sich der 1064 m hohe Mount Greylock, höchster Berg in Massachusetts. Außerdem liegt der Ort am Appalachian Trail. 

## Geschichte
Adams wurde 1778 unter dem Namen Adams unabhängig, benannt nach Samuel Adams. Das Land des Ortes war damals in 0,4 km × 0,81 km große Parzellen unterteilt, auf denen sich meistens Farmen am Hoosic River befanden, der dem Antrieb der Mühlen diente. Zwischen 1810 und 1820 wuchs die Bevölkerung durch das Hinzuziehen von Farmern aus dem Westen auf der Suche nach besserem Boden. 1814 wurde die Village Cotton Manufacture Company gegründet, wodurch die Bevölkerungszahl zwischen 1820 und 1835 auf 4.000 stieg. Dies begünstigte zudem die Eröffnung des Hoosac Tunnels 1875. 1878 wurde North Adams von Adams abgetrennt. Davor nutzte man den Namen South Adams für den südlichen Teil des Ortes, es gab aber nie einen Ort namens South Adams. Der Präsident William McKinley besuchte den Ort zweimal, ihm zu Ehren wurde 1903 eine überlebensgroße Statue errichtet. 1958 wurde die Fabrik von den Berkshire Fine Spinning Associates (später Berkshire Hathaway) geschlossen, wodurch viele Arbeitsplätze verloren gingen.

## Wirtschaft
Der Ort lebt heutzutage vom Abbau von Kalkstein zur Calciumcarbonatproduktion, vom Papierbleichen und vom Tourismus.

## Verkehr
Adams liegt an der von Norden nach Süden verlaufenden New England Interstate Route 8. Weiterhin endet hier die Massachusetts State Route 116. 

## Söhne und Töchter der Stadt
- Daniel Read Anthony senior (1824–1904), Schriftsteller und Abolitionist
- Susan B. Anthony (1820–1906), Frauenrechtlerin
- George N. Briggs (1796–1861), Gouverneur von Massachusetts
- Lona Cohen (1913–1992), US-amerikanische bzw. sowjetische bzw. russische Spionin
- George P. Lawrence (1859–1917), Abgeordneter im Kongress
- Stacy Schiff (* 1961), Biografin und Journalistin